# Stazione di Branca
La stazione di Branca è stata una stazione ferroviaria posta lungo la linea a scartamento ridotto Arezzo-Fossato di Vico, a servizio della frazione di Branca, nel comune di Gubbio.

## Storia
La stazione fu inaugurata il 5 aprile 1886, e rimase attiva fino al 22 maggio 1945, quando la ferrovia, distrutta dai bombardamenti della seconda guerra mondiale, cessò definitivamente l'esercizio.
A Branca si attestò l'ultimo convoglio che percorse la linea: si trattava di un treno viaggiatori che fu mitragliato dai tedeschi poco prima della stazione, per poi essere trainato da un trattore nel piazzale della stazione stessa. Sono stati mantenuti, e resi ben visibili, i 12 fori provocati dai proiettili sulla facciata lato binari del fabbricato viaggiatori.

## Strutture ed impianti
Come nitidamente indicato sulla parete lato Fossato di Vico, la stazione di Branca è collocata alla progressiva chilometrica 125,385, ad un'altezza di 371,44 metri sul livello del mare. Il fabbricato viaggiatori è di medie dimensioni, strutturato su due livelli, con due ingressi e due finestre lato strada. Sul lato binari, sussistono tuttora quattro ingressi, tre dei quali sono sormontati dalle insegne: magazzino merci; capo stazione; sala di attesa. Al piano rialzato sono inoltre presenti otto finestre. L'edificio si mostra sostanzialmente integro, è tinteggiato nei toni del giallo chiaro, e conserva su tre lati il nome della stazione, realizzato con lettere a rilievo.